# Willa Holland
Willa Joanna Chance Holland (Los Angeles, 1991. június 18. –) amerikai modell és színésznő. Legismertebb szerepe Kaitlin Cooper, akit A narancsvidékben alakított. Emellett szerepelt a Gossip Girl – A pletykafészek című sorozatban is, illetve a népszerű A zöld íjász sorozatban alakította Thea Queen-t.

## Pályája
Első szerepét 2001-ben az Ordinary Madness című filmben kapta, ahol Faye fiatalabb énje bőrébe bújt. Következő szerepét négy évre rá kapta a Visszatérés c. sorozatban, Lisa Kudrow oldalán. A következő évben a Scarface: The World Is Yours című videójátékban kölcsönözte az egyik karakter hangját. Szintén ebben az évben a Making the Video Game: Scarface - The World Is Yours című dokumentumfilmben tűnt fel, amiben arról számolnak be, hogyan készítették a videójátékot.
Szintén 2006-ban kapta meg első nagyobb szerepét a Narancsvidék című sorozatban, amiben egy éven keresztül volt látható mint Kaitlin Cooper. 2008-ban a „Garden Party” című filmben kapta meg April szerepét. Ugyanebben az évben főszerepet kapott A cél szerelmesíti az eszközt című filmben, Anton Yelchin, Eva Amurri és Susan Sarandon oldalán volt látható. Még mindig 2008-ban újabb főszerepet kapott a Genova című filmben, ahol partnerei Colin Firth, Perla Haney-Jardine, Catherine Keener és Hope Davis voltak. Ugyanebben az évben megkapta Agnes Andrews szerepét a Gossip Girl – A pletykafészek című sorozatban.
2010-ben egy újabb videójátékban, a Kingudamu hâtsu: Bâsu bai surîpuban kölcsönözte Aqua hangját. Szintén ebben az évben két kisebb szerepet kapott a Légió és Chasing 3000 című filmekben. 2011-ben feltűnt a Szalmakutyák című filmben James Marsden és Kate Bosworth oldalán. 2012-ben főszerepet kapott a Tigrisszemek című filmben, amiért a Boston Nemzetközi Filmfesztivál legjobb színésznőnek járó díjára jelölték.
2012-ben szintén Aqua hangját kölcsönözte a Kingudamu hâtsu 3D: Dorîmu doroppu disutansu című videójátékban. Ugyanebben az évben kiírták a Gossip Girl – A pletykafészek sorozatból, amiben négy évig alakította Agnes Andrews szerepét. Még mindig 2012-ben megkapta Thea Queen szerepét A zöld íjász című sorozatban, ami meghozta számára a várva várt sikert. A sorozatban Oliver Queen húgát alakítja. 2016-ban szerepelt a Pacific Standard Time című filmben.

## Filmjei
| év   | cím                           | szerep                 |
| ---- | ----------------------------- | ---------------------- |
| 2001 | Ordinary Madness              | Young Faye             |
| 2008 | Garden Party                  | April                  |
| 2008 | A cél szerelmesíti az eszközt | Taylor Elizabeth Berry |
| 2008 | Genova                        | Kelly                  |
| 2010 | Légió                         | Audrey Anderson        |
| 2010 | Chasing 3000                  | Jamie                  |
| 2011 | Szalmakutyák                  | Janice Heddon          |
| 2012 | Tigrisszemek                  | Davey                  |

## Sorozatai
| év        | cím                           | szerep         |
| --------- | ----------------------------- | -------------- |
| 2005      | A visszatérés                 | Kalla          |
| 2006-2007 | A narancsvidék                | Kaitlin Cooper |
| 2008-2012 | Gossip Girl – A pletykafészek | Agnes Andrews  |
| 2012-     | A zöld íjász                  | Thea Queen     |
| 2015      | Flash – A Villám              | Thea Queen     |